# 프론티어 챔피언십 레슬링
프론티어 챔피언십 레슬링(Frontier Championship Wrestling)은 이탈리아의 프로레슬링 단체로, 지아코모 마르코 지글리오가 2004년에 설립하였다. 2010년 해체.